# Jørsby Sogn
Jørsby Sogn er et sogn i Morsø Provsti (Aalborg Stift).
I 1800-tallet var Ejerslev Sogn og Jørsby Sogn annekser til Sejerslev Sogn. Alle 3 sogne hørte til Morsø Nørre Herred i Thisted Amt. Sejerslev-Ejerslev-Jørsby sognekommune blev ved kommunalreformen i 1970 indlemmet i Morsø Kommune.
I Jørsby Sogn ligger Jørsby Kirke.
I sognet findes følgende autoriserede stednavne:
- Buksør Odde (areal, bebyggelse)
- Hedegårde (bebyggelse)
- Jørsby (bebyggelse, ejerlav)
- Tamholm (areal)